# Брда (Власеница)
Брда (серб. Брда / Brad) — село в общине Власеница Республики Сербской Боснии и Герцеговины. Население составляет 18 человек по переписи 2013 года.